# Manuel Ruiz Zorrilla

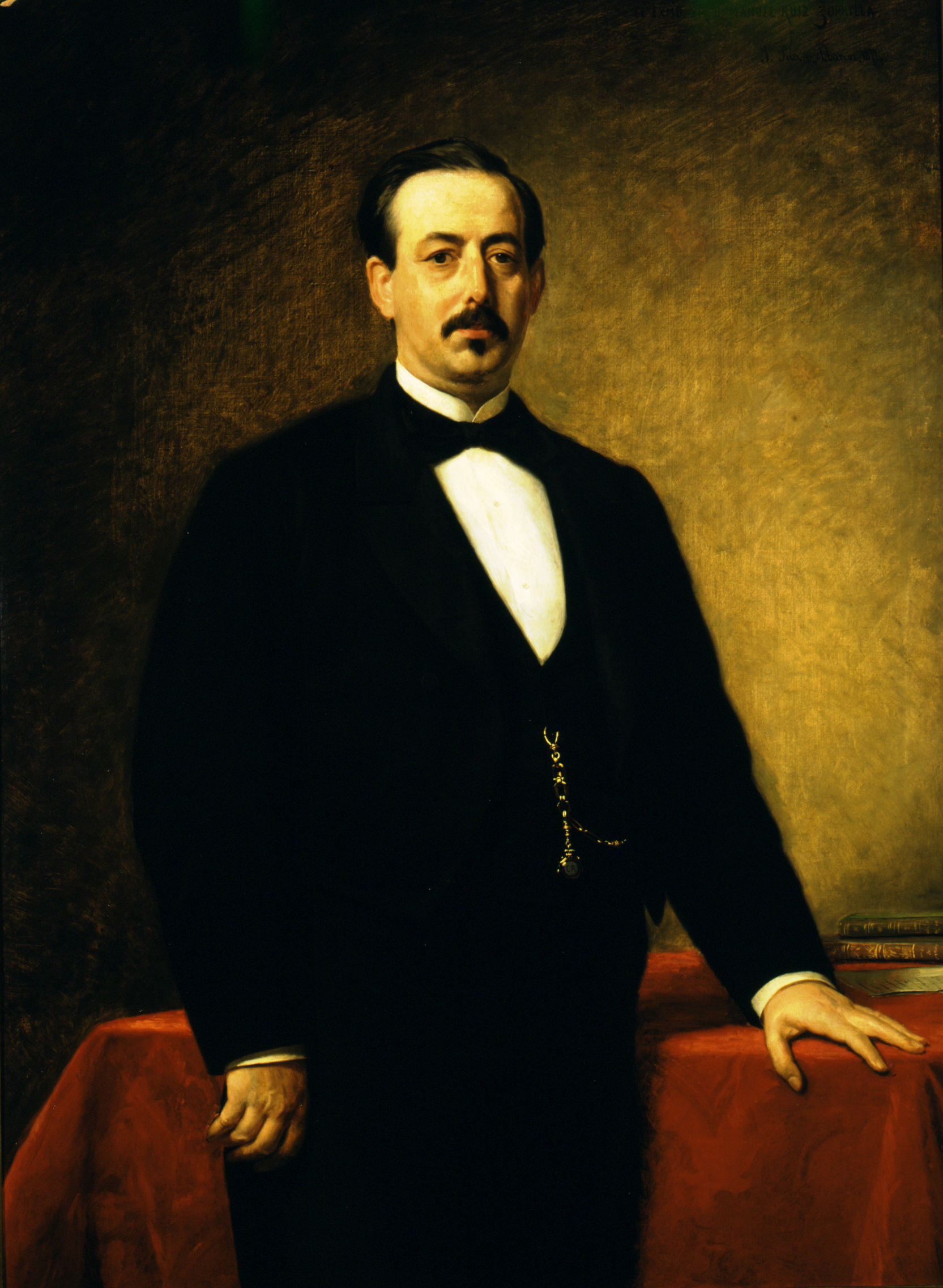
Manuel Ruiz Zorrilla.

Manuel Ruiz Zorrilla (Burgo de Osma, 22 maart 1833 - Burgos, 13 juni 1895) was een Spaans politicus en eerste minister.

## Levensloop

### Heerschappij van koninginIsabella II
Na zijn schoolopleiding volgde hij een studie in de filosofie aan de Universiteit van Valladolid en daarna een studie in de rechtswetenschappen aan de Complutense Universiteit van Madrid. Na twee jaar rechtswetenschappen behaalde Ruiz Zorrilla in 1857 zijn licentie, waarna hij tot het leger toetrad als commandant van de Nationale Garde van Soria.
Op 31 oktober 1858 werd hij voor de Partido Progresista verkozen tot afgevaardigde in het Congreso de los Diputados en bleef dit tot in oktober 1863. Toen hij op 22 juni 1866 deelnam aan de revolte van San Gil werd hij tot de doodstraf veroordeeld, maar kon ontkomen door naar het buitenland te vluchten. Van hieruit leidde hij acties die in september 1868 tot de val van koningin Isabella II.

### Revolutie van 1868 en de heerschappij van koningAmadeus I
Als voorzitter van de Partido Radical behoorde Ruiz Zorrilla tot de overwinnaars van de revolutie van september 1868 waarbij Isabella II afgezet werd.
Op 8 oktober 1868 werd hij minister van Ontwikkeling in de regeringen van Francisco Serrano y Domínguez en Juan Prim, wat hij met een onderbreking van drie dagen bleef tot en met 13 juli 1869. In deze functie zorgde hij voor een vrijheid van onderwijs en de overname van de religieuze bibliotheken en archieven door de staat. Ook voerde hij een omvangrijke hervorming uit van de hogeschoolstudies. Van april tot mei 1869 was hij ad interim minister van Binnenlandse Zaken. Vervolgens was hij van 13 juli 1869 tot en met 9 januari 1870 minister van Justitie en van Genadeverzoeken in de tweede regering van Juan Prim.
Op 15 januari 1869 werd Ruiz opnieuw verkozen tot afgevaardigde in het parlement en bleef dit tot in mei 1873.
Van 17 januari 1870 tot en met 2 januari 1871 was hij parlementsvoorzitter. In deze functie leidde hij de zitting van de Cortes Generales die in november 1870 de Italiaanse prins Amadeus proclameerde tot de nieuwe Spaanse koning.
Vervolgens werd hij op 4 januari 1871 opnieuw minister van Ontwikkeling in de regering van Francisco Serrano en bleef dit tot en met 24 juli 1871. Hierna werd hij eerste minister tot en met 5 oktober 1871 en combineerde dit met het ministerschap van Binnenlandse Zaken. Als premier voerde hij een beleid dat tegen de liberale ideologie van Práxedes Mateo Sagasta gericht was. Dit leidde tot spanningen binnen de Partido Progresista en Ruiz Zorrilla nam ontslag.
Nadat Francisco Serrano zich op 13 juni 1872 terugtrok als eerste minister werd hij opnieuw eerste minister en minister van Binnenlandse Zaken. Hij was hiermee de laatste premier onder koning Amadeus. Nadat Amadeus op 10 februari 1873 troonafstand deed en de Eerste Spaanse Republiek uitgeroepen werd, nam Ruiz Zorrilla op 12 februari 1873 ontslag als eerste minister. Nadat Amadeus in ballingschap ging, koos ook Ruiz Zorrilla de kant van de republikeinen.

### Eerste Spaanse Republiek en heerschappij van koningAlfons XII
Nadat de Eerste Spaanse Republiek in december 1874 eindigde en Alfons XII, de zoon van de vroegere koningin Isabella II, uitgeroepen werd tot de nieuwe Spaanse koning, richtte Ruiz de Partido Republicana Progresista op en ging hij in ballingschap naar Parijs. Hierdoor was Ruiz Zorrilla een van de leiders van de oppositie. Tijdens de eerste regering van Antonio Cánovas del Castillo riep hij tevergeefs het leger op om de monarchie ten val te brengen.
In 1883 richtte hij de Asociación Republicana Militar op. Hij begon ook meer en meer te pleitten voor Spaanse steun aan de republikeinse krachten in Frankrijk. Bij de vele opstanden die in de periode 1883-1886 gebeurden, gaf Ruiz Zorrilla verschillende geschriften uit ter ondersteuning van de opstanden. Toch kon hij de burgerbevolking er niet van overtuigen om de monarchie ten val te brengen.
Op 1 februari 1891 werd hij opnieuw verkozen tot parlementsafgevaardigde en bleef dit tot aan zijn dood, waardoor hij terugkeerde naar Spanje. In 1893 legde hij samen met Nicolás Salmerón de basis voor de Unión Republicana, maar tot een verdere ontwikkeling van de partij kwam het niet omdat Ruiz Zorrilla steeds meer met gezondheidsproblemen kampte en uiteindelijk in 1895 overleed.
In zijn geboortestad Burgo de Osma werd de lagere school naar hem vernoemd en in de stad Burgos werd er voor hem een monument geplaatst.
- Biblioteca Nacional de España: XX1189603
- Bibliothèque nationale de France: cb124871760 (data)
- Catàleg d'autoritats de noms i títols de Catalunya: 981058529308406706
- Gemeinsame Normdatei: 140453148
- International Standard Name Identifier: 0000 0000 7717 6291
- Library of Congress Control Number: no2016078822
- SNAC: w69p503r
- Virtual International Authority File: 107150356
- WorldCat: E39PBJt3Tkpp9WBCPHTDBtbfMP